# Nicasio Álvarez de Sotomayor
Nicasio Álvarez de Sotomayor Gordillo y Aguilar (Cilleros, Extremadura 1900 - Serra de Gata, 2 d'agost de 1936) va ser un sindicalista i polític espanyol dels anys trenta del segle xx.

## Biografia
El 1931 es llicencià en medicina a la Universitat de Madrid. El 1930 s'afilià a la CNT, de la que en fou secretari general de la Federació de Madrid i tresorer del sindicat de Sanitat. Fou empresonat per les autoritats de la dictadura de Primo de Rivera entre octubre de 1930 i abril de 1931. Fou un dels líders sindicals de la vaga de la Telefònica de 1931. El 1932, però, abandonà la CNT per haver mantingut enfrontaments amb dirigents de la FAI. Aleshores va passar a formar part de Falange Española, en el si de la qual va fundar un sindicat el 1934, la Central Obrera Nacional-Sindicalista (juntament amb el també anarquista Francisco Guillén Salaya i el comunista Manuel Mateo), a instàncies de Ramiro Ledesma Ramos. Fou membre del I Consell Nacional de Falange Española y de las JONS, com a Cap de Serveis reconegut per la Junta de Comandament el 28 d'agost de 1934.
L'any següent, però, es desvinculà de Falange, firmant el comunicat de premsa amb Ramiro Ledesma Ramos i l'altre fundador de les JONS, Onésimo Redondo (Heraldo de Madrid, 14 de gener de 1935). Tots tres foren expulsats de l'organització el 1935.
Malgrat la seva anterior militància, a les eleccions generals espanyoles de 1936 va donar suport la candidatura del Front Popular i fou escollit alcalde de Cilleros dins les llistes del PSOE. En el moment en què es produí el cop d'estat del 18 de juliol de 1936 era president de la Casa del Pueblo. Aleshores va fugir a la muntanya, on va organitzar actes de sabotatge contra els nacionals fins al 2 d'agost de 1936, quan fou abatut a la Serra de Gata. Segons altres versions fou afusellat per falangistes.